# باشگاه فوتبال راستینگتون
باشگاه فوتبال راستینگتون (به انگلیسی: Rustington Football Club) یک باشگاه فوتبال در شهر راستینگتون، کشور انگلستان است که در سال ۱۹۰۳ میلادی تأسیس شده‌است.